# Бондаренко Віктор Вікторович (політик)
Віктор Вікторович Бондаренко (нар. 16 липня 1967, м. Луганськ) — член Партії регіонів; колишній народний депутат України.

## З життєпису
Народився 16 липня 1967 (м. Луганськ); українець; дружина Олена Анатоліївна (1965) — домогосподарка; дочка Анастасія (1989); син Олександр (2002).

#### Освіта
Луганський машинобудівний інститут (1992), бухгалтер-економіст; Європейський університет фінансів, інформаційних систем, менеджменту і бізнесу (2002-2004), економіст, «Економіка та менеджмент».

## Кар'єра
1987—1993 — заступник начальника дільниці Шахтопрохідницького управління № 5 (м. Луганськ). 1993—1997 — помічник голови Державного комітету вугільної промисловості України та Міністра вугільної промисловості України. 1997—2002 — генеральний директор ТОВ «Укрвуглепостачзбут». 2002—2003 — генеральний директор ТОВ «Укрнафтогазсервіс». 07.-12.2003 — голова правління ДАК «Укрресурси». 12.2003-03.2005 — голова правління ДАК «Хліб України». Березень 2005 — травень 2006 — заступник директора ТОВ "Холдингова компанія «Украгроінвест». Депутат Луганської міськради (1990–1992).

## Політична діяльність
Народний депутат України 5-го скликання з квітня 2006 до листопада 2007 від Партії регіонів, № 81 в списку. На час виборів: заступник директора ТОВ "Холдингова компанія «Украгроінвест», член ПР. Член фракції Партії регіонів (з травня 2006). Член Комітету з питань аграрної політики та земельних відносин (з липня 2006), голова підкомітету з питань розвитку переробної, харчової та рибної промисловості, виробництва та якості продуктів харчування.
Народний депутат України 6-го скликання з листопада 2007 до грудня 2012 від Партії регіонів, № 150 в списку. На час виборів: народний депутат України, член ПР. Член фракції Партії регіонів (з листопада 2007). Член Комітету з питань аграрної політики та земельних відносин (грудень 2007 — вересень 2010), голова підкомітету з питань економічної та фінансової політики в агропромисловому комплексі (січень 2008 — вересень 2010), член Комітету з питань транспорту і зв'язку (з вересня 2010).

## Нагороди
Орден «За заслуги» III (11.2004), II ст. (08.2011).